# Eulbusch

Ein Teil des Eulbuschs auf dem Hengstberg ist als Naturschutzgebiet Hengstberg ausgewiesen.

Der Eulbusch, auch Eulholz genannt, ist ein etwa Waldgebiet in der südlichen Oberlausitz südöstlich von Herrnhut und ist ein Teilrevier des Forstbetriebes der Evangelischen Brüder-Unität. 

## Lage und Ausdehnung
Der Waldbestand mit einer Fläche von etwa 160 Hektar erstreckt sich auf einer Höhe von etwa 300 Metern und liegt zwischen den Orten Herrnhut und Berthelsdorf im Norden, Rennersdorf im Nordosten, Euldorf im Südosten und Ruppersdorf im Westen. Nach Süden hin schließt sich das Königsholz an. Der Eulbusch bedeckt den Hengstberg fast vollständig. Am Nordosthang des Bergs entspringt der Eulstegbach, der den Wald in südöstlicher Richtung durchfließt und bei Euldorf in den Petersbach mündet. Dieser wiederum begrenzt das Waldgebiet im Südwesten und Südosten.

## Geologie

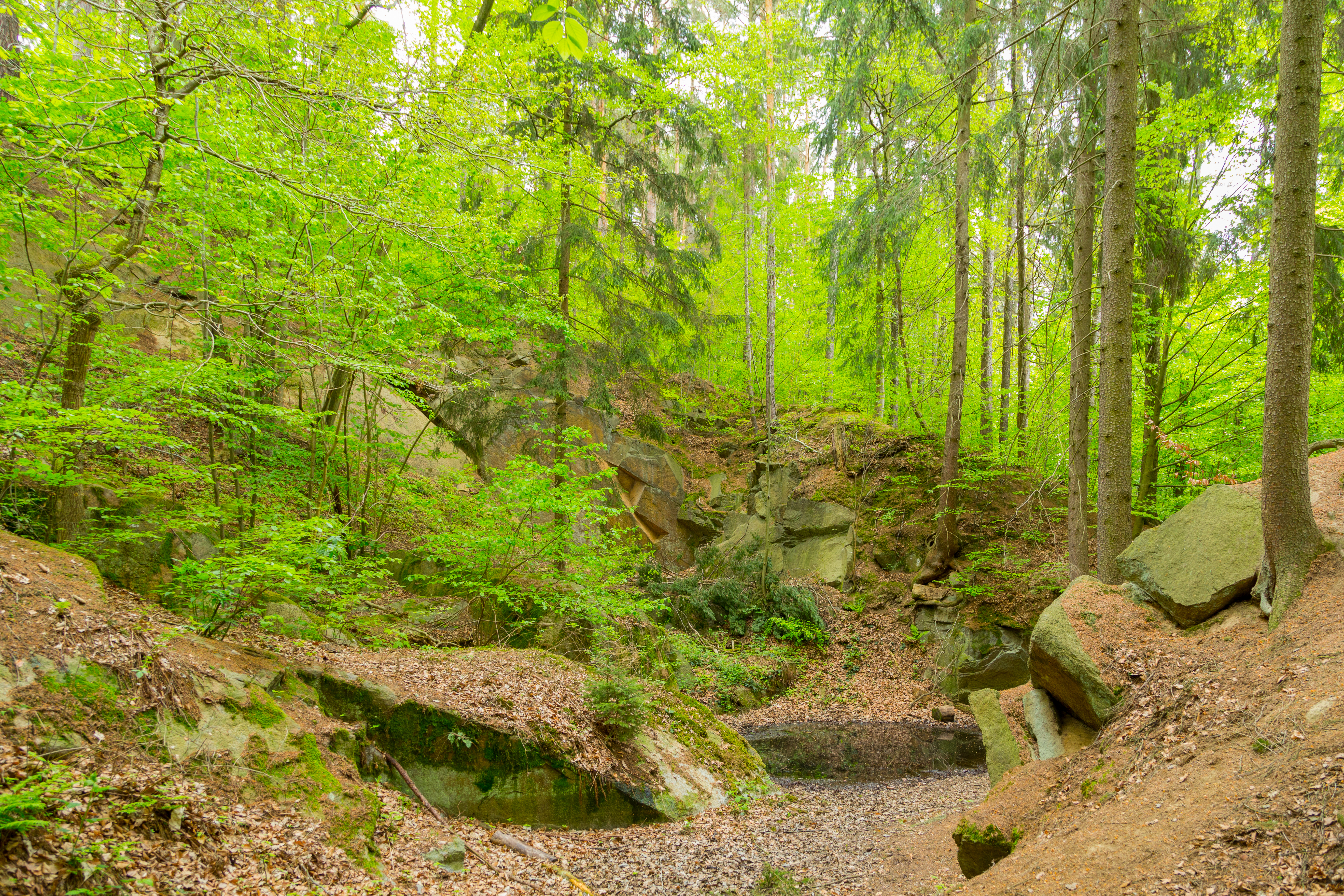
Ehemaliger Granodiorit-Steinbruch Mondscheinsee.

Das Grundgestein unter dem Wald besteht aus Granodiorit, dessen sandige Verwitterungsböden nur vereinzelt vorkommen, da der Boden hauptsächlich von unterschiedlich dicken Lösslehmschichten bedeckt ist. Im Osten, im Tal des Eulstegbachs, gibt es einen Einschnitt mit Lamprophyrgestein. Weitere Besonderheiten sind Diabase mit Anteilen von Ilmenit und Magnetit.

## Geschichte
In früherer Zeit war der Eulbusch unter verschiedenen Namen bekannt, etwa Eulepusch, Eilenbusch, Eilbusch oder Eulwald. Der Name Eulholz findet sich schon in einer Nachricht aus dem Jahr 1426, als Görlitzer Soldaten und andere Oberlausitzer Truppen in Erwartung eines Hussiteneinfalls in den Wald einzogen und dort lagerten. Im selben Jahr zog sich Heinrich von Wartenberg nach einem Viehraubzug durch den Eulbusch nach Böhmen zurück. 
Wahrscheinlich hatte die Berthelsdorfer Gutsherrschaft schon frühzeitig die bäuerlichen Anteile dieses Waldes in ihren Besitz gebracht, da sie bereits 1521 und 1529 erhebliche Teile davon an die Großhennersdorfer Herrschaft verkaufte. Im 18. Jahrhundert legte man im Berthelsdorfer Eulbuschanteil mehr Wert auf die Anzucht von Bauholz (schwarzem Holz), während im Hennersdorfer Anteil mehr auf lebendiges Holz, also Niederwald zur Brennholznutzung und Schafhütung, gesetzt wurde.

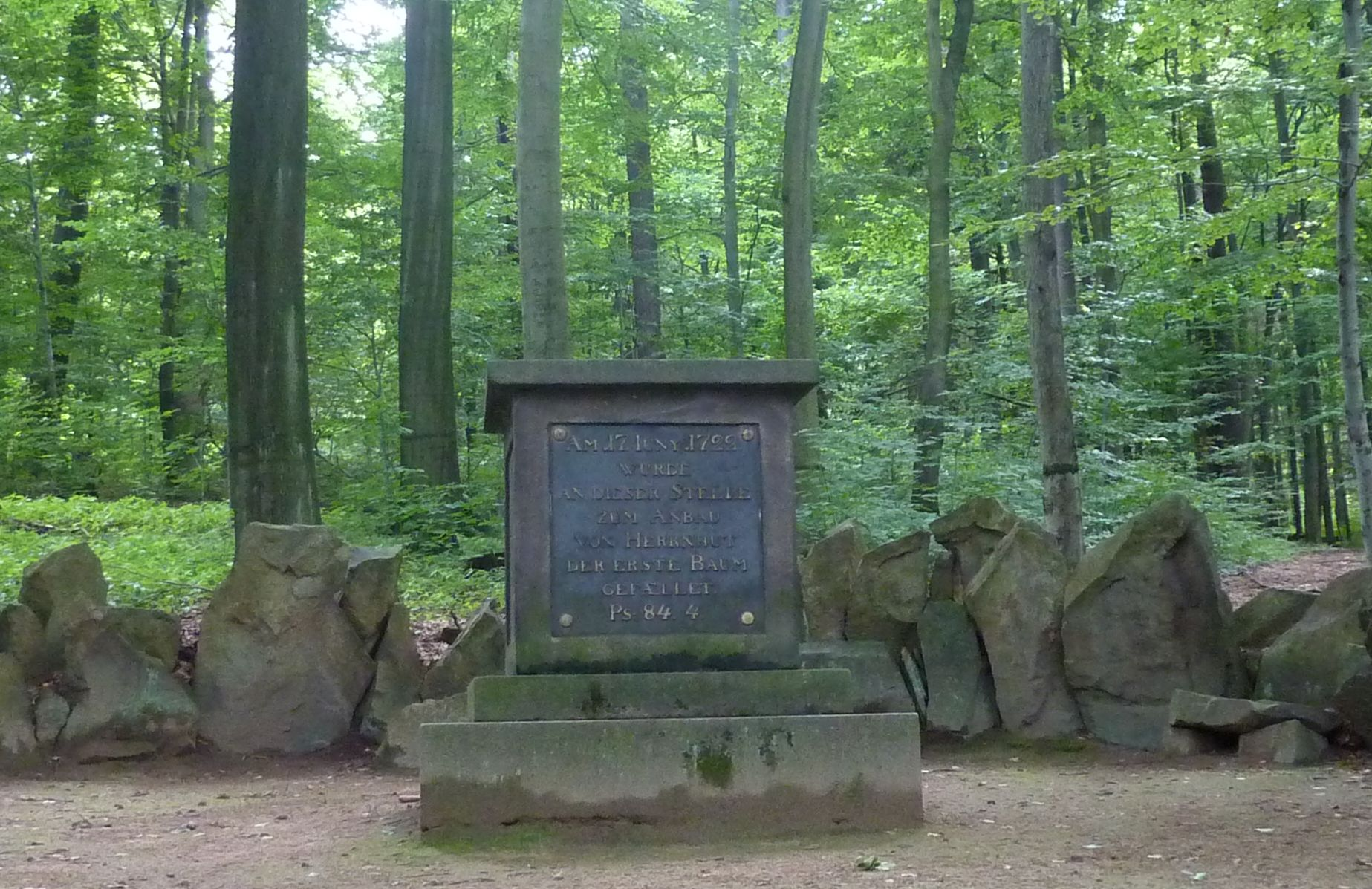
Gedenkstein zur Gründung Herrnhuts

Heute erinnert ein Gedenkstein (51° 0′ 38,8″ N, 14° 45′ 0,8″ O) an die Stelle, an der am 17. Juni 1722 am Nordosthang des Hengstbergs der erste Baum für den Bau der Siedlung Herrnhut gefällt wurde. Um 1750 ging der Eulbusch schließlich in den Besitz der Brüdergemeinde über. 1853 verunglückte bei Fällarbeiten ein Waldarbeiter, woran heute noch der Meißnerstein (51° 0′ 24,7″ N, 14° 45′ 23,8″ O) erinnert. Die Bewirtschaftung des Eulbuschs wurde erst im Jahr 1874 mit der Einführung einer Forsteinrichtung von der Landwirtschaft der Gutsherrschaft unabhängig.
Im Jahr 2000 wurde zwischen Herrnhut und Großhennersdorf ein sechs Kilometer langer Skulpturenpfad angelegt, der sich mit der Geschichte der Brüdergemeinde und Leben des Nikolaus Ludwig von Zinzendorf befasst. Dieser verläuft über weite Teile durch den Eulbusch parallel zum Eulstegbach. Im selben Jahr wurde auch der Zinzendorf-Lehrpfad eingerichtet, der zum Teil auf derselben Strecke verläuft, aber auch das Gebiet um den Hengstberg erschließt.
Nach der Schädigung weiter Teile der Wälder im Landkreis Görlitz durch Dürre, Sturm und Borkenkäfer im Jahr 2020, wurden im März 2022 von etwa 60 Freiwilligen 1500 neue Bäume gepflanzt.

## Flora und Fauna
Die dominierenden Baumarten im Eulbusch sind Fichten und Kiefern, ergänzt durch Lärchen, Buchen und Eichen, sowie anderen Laubholzarten. In einem Alteichenbestand im Norden des Waldes findet sich Waldgeißblatt, das dort vermutlich verwildert ist oder angepflanzt wurde. Weitere Besonderheiten der Bodenvegetation bilden die Frischgrüne Brombeere, das Deutsche Greiskraut und der Himalaja-Knöterich. Die frühere Nutzung eines Teils des Gebiets als bewässerte Wiesen hat dazu geführt, dass sich Kleine Schneeglöckchen, Märzenbecher und Weißer Pestwurz erhalten haben.
An Hengstberg brüten über fünfzig Vogelarten, darunter Baumfalke, Grünspecht, Pirol, Waldlaubsänger und Wespenbussard. In einem Altkiefernbestand im Osten des Waldes nisten Habichte und Mäusebussarde.
Der Eulbusch bildet einen bedeutenden Teil des Landschaftsschutzgebiets Herrnhuter Bergland, das 1974 eingerichtet und 2022 in das Landschaftsschutzgebiet Herrnhuter Hügelland und Bachtäler integriert wurde. Auch Teile des FFH-Gebiets Pließnitzgebiet, das Naturschutzgebiet Hengstberg und mehrere geschützte Biotope befinden sich auf dem Waldgebiet. 